# Гандбол на літніх Олімпійських іграх 2020 (жінки)
Жіночий турнір з гандболу на літніх Олімпійських іграх 2020 року пройшли з 25 липня по 8 серпня на арені Національна гімназія Йойогі в Токіо. У змаганнях брали участь 12 національних збірних.
Спочатку його планували провести в 2020 році, але 24 березня 2020 року Олімпіада була перенесена на 2021 рік через пандемію COVID-19.

## Календар
| Г | Груповий раунд | ¼ | Чвертьфінали | ½ | Півфінали | Б | Матч за 3-є місце | Ф | Фінал |

| Сб 24 | Нд 25 | Пн 26 | Вт 27 | Ср 28 | Чт 29 | Пт 30 | Сб 31 | Нд 1 | Пн 2 | Вт 3 | Ср 4 | Чт 5 | Пт 6 | Сб 7 | Сб 7 | Нд 8 | Нд 8 |
| ----- | ----- | ----- | ----- | ----- | ----- | ----- | ----- | ---- | ---- | ---- | ---- | ---- | ---- | ---- | ---- | ---- | ---- |
| Г     |       | Г     |       | Г     |       | Г     |       | Г    |      | ¼    |      | ½    |      |      | Б    | Ф    |      |

## Кваліфікація
| Кваліфікація                                                | Дата                          | Господар     | Квоти | Кваліфікувалась     |
| ----------------------------------------------------------- | ----------------------------- | ------------ | ----- | ------------------- |
| Вибір країни-господарки                                     | 7 вересня 2013                | Буенос-Айрес | 1     | Японія              |
| Чемпіонат Європи 2018                                       | 29 листопада – 16 грудня 2018 | Франція      | 1     | Франція             |
| Панамериканські ігри 2019                                   | 24–30 липня 2019              | Ліма         | 1     | Бразилія            |
| Азійський жіночий кваліфікаційний турнір 2019               | 23–29 вересня 2019            | Чучжоу       | 1     | Південна Корея      |
| Африканський кваліфікаційний турнір 2019                    | 26–29 вересня 2019            | Дакар        | 1     | Ангола              |
| Чемпіонат світу 2019                                        | 29 листопада – 15 грудня 2019 | Японія       | 1     | Нідерланди          |
| Жіночий олімпійський кваліфікаційний турнір з гандболу 2020 | 19–21 березня 2021            | Лірія        | 2     | Іспанія Швеція      |
| Жіночий олімпійський кваліфікаційний турнір з гандболу 2020 | 19–21 березня 2021            | Дьєр         | 2     | Угорщина · ОКР      |
| Жіночий олімпійський кваліфікаційний турнір з гандболу 2020 | 19–21 березня 2021            | Подгориця    | 2     | Чорногорія Норвегія |
| Разом                                                       |                               |              | 12    |                     |

## Груповий етап

### Група А
| Поз | Команда        | І | В | Н | П | ГЗ  | ГП  | РГ  | О  | Кваліфікація |
| --- | -------------- | - | - | - | - | --- | --- | --- | -- | ------------ |
| 1   | Норвегія       | 5 | 5 | 0 | 0 | 170 | 123 | +47 | 10 | Чвертьфінали |
| 2   | Нідерланди     | 5 | 4 | 0 | 1 | 169 | 143 | +26 | 8  | Чвертьфінали |
| 3   | Чорногорія     | 5 | 2 | 0 | 3 | 139 | 142 | −3  | 4  | Чвертьфінали |
| 4   | Південна Корея | 5 | 1 | 1 | 3 | 147 | 165 | −18 | 3  | Чвертьфінали |
| 5   | Ангола         | 5 | 1 | 1 | 3 | 130 | 156 | −26 | 3  |              |
| 6   | Японія (H)     | 5 | 1 | 0 | 4 | 124 | 150 | −26 | 2  |              |

#### 1 тур
| 25 липня 2021 09:00 | Звіт | Нідерланди                         | 32:21 | Японія   | Національна гімназія Йойогі, Токіо |
| 25 липня 2021 09:00 | Звіт | Рахунок по половинах: 18:10, 14:11 |       |          | Національна гімназія Йойогі, Токіо |
| 25 липня 2021 09:00 | Звіт | Аббінг 7                           | Голи  | Фудзії 5 | Національна гімназія Йойогі, Токіо |

| 25 липня 2021 14:15 | Звіт | Чорногорія                         | 33:22 | Ангола       | Національна гімназія Йойогі, Токіо |
| 25 липня 2021 14:15 | Звіт | Рахунок по половинах: 13:12, 20:10 |       |              | Національна гімназія Йойогі, Токіо |
| 25 липня 2021 14:15 | Звіт | Радічевич 12                       | Голи  | Камаландуа 6 | Національна гімназія Йойогі, Токіо |

| 25 липня 2021 16:15 | Звіт | Норвегія                           | 39:27 | Південна Корея | Національна гімназія Йойогі, Токіо |
| 25 липня 2021 16:15 | Звіт | Рахунок по половинах: 18:10, 21:17 |       |                | Національна гімназія Йойогі, Токіо |
| 25 липня 2021 16:15 | Звіт | Браттсет Дейл 11                   | Голи  | Сім 5          | Національна гімназія Йойогі, Токіо |

#### 2 тур
| 27 липня 2021 09:00 | Звіт | Японія                             | 29:26 | Чорногорія | Національна гімназія Йойогі, Токіо |
| 27 липня 2021 09:00 | Звіт | Рахунок по половинах: 14:13, 15:13 |       |            | Національна гімназія Йойогі, Токіо |
| 27 липня 2021 09:00 | Звіт | Хара, Ікехара 6                    | Голи  | Брнович 6  | Національна гімназія Йойогі, Токіо |

| 27 липня 2021 16:15 | Звіт | Південна Корея                     | 36:43 | Нідерланди | Національна гімназія Йойогі, Токіо |
| 27 липня 2021 16:15 | Звіт | Рахунок по половинах: 15:19, 21:24 |       |            | Національна гімназія Йойогі, Токіо |
| 27 липня 2021 16:15 | Звіт | Рю 10                              | Голи  | Аббінг 6   | Національна гімназія Йойогі, Токіо |

| 27 липня 2021 19:30 | Звіт | Ангола                             | 21:30 | Норвегія   | Національна гімназія Йойогі, Токіо |
| 27 липня 2021 19:30 | Звіт | Рахунок по половинах: 10:15, 11:15 |       |            | Національна гімназія Йойогі, Токіо |
| 27 липня 2021 19:30 | Звіт | Гуяло, Кассома 6                   | Голи  | Сольберг 7 | Національна гімназія Йойогі, Токіо |

#### 3 тур
| 29 липня 2021 09:00 | Звіт | Нідерланди                         | 37:28 | Ангола  | Національна гімназія Йойогі, Токіо |
| 29 липня 2021 09:00 | Звіт | Рахунок по половинах: 17:15, 20:13 |       |         | Національна гімназія Йойогі, Токіо |
| 29 липня 2021 09:00 | Звіт | ван Ветерінг 7                     | Голи  | Гуяло 8 | Національна гімназія Йойогі, Токіо |

| 29 липня 2021 14:15 | Звіт | Японія                             | 24:27 | Південна Корея | Національна гімназія Йойогі, Токіо |
| 29 липня 2021 14:15 | Звіт | Рахунок по половинах: 11:12, 13:15 |       |                | Національна гімназія Йойогі, Токіо |
| 29 липня 2021 14:15 | Звіт | Кондо 7                            | Голи  | Рю 9           | Національна гімназія Йойогі, Токіо |

| 29 липня 2021 16:15 | Звіт | Чорногорія                         | 23:35 | Норвегія        | Національна гімназія Йойогі, Токіо |
| 29 липня 2021 16:15 | Звіт | Рахунок по половинах: 13:13, 10:22 |       |                 | Національна гімназія Йойогі, Токіо |
| 29 липня 2021 16:15 | Звіт | Радічевич 6                        | Голи  | Мерк, Рейстад 7 | Національна гімназія Йойогі, Токіо |

#### 4 тур
| 31 липня 2021 09:00 | Звіт | Ангола                             | 28:25 | Японія | Національна гімназія Йойогі, Токіо |
| 31 липня 2021 09:00 | Звіт | Рахунок по половинах: 15:13, 13:12 |       |        | Національна гімназія Йойогі, Токіо |
| 31 липня 2021 09:00 | Звіт | 3 гравці по 5                      | Голи  | Хара 6 | Національна гімназія Йойогі, Токіо |

| 31 липня 2021 11:00 | Звіт | Чорногорія                         | 28:26 | Південна Корея | Національна гімназія Йойогі, Токіо |
| 31 липня 2021 11:00 | Звіт | Рахунок по половинах: 13:11, 15:15 |       |                | Національна гімназія Йойогі, Токіо |
| 31 липня 2021 11:00 | Звіт | Радічевич 6                        | Голи  | Лі 10          | Національна гімназія Йойогі, Токіо |

| 31 липня 2021 21:30 | Звіт | Норвегія                           | 29:27 | Нідерланди | Національна гімназія Йойогі, Токіо |
| 31 липня 2021 21:30 | Звіт | Рахунок по половинах: 16:13, 13:14 |       |            | Національна гімназія Йойогі, Токіо |
| 31 липня 2021 21:30 | Звіт | Мерк 9                             | Голи  | Смітс 7    | Національна гімназія Йойогі, Токіо |

#### 5 тур
| 2 серпня 2021 09:00 | Звіт | Південна Корея                     | 31:31 | Ангола  | Національна гімназія Йойогі, Токіо |
| 2 серпня 2021 09:00 | Звіт | Рахунок по половинах: 16:17, 15:14 |       |         | Національна гімназія Йойогі, Токіо |
| 2 серпня 2021 09:00 | Звіт | Чон, Кан 7                         | Голи  | Гуяло 8 | Національна гімназія Йойогі, Токіо |

| 2 серпня 2021 19:30 | Звіт | Нідерланди                         | 30:29 | Чорногорія  | Національна гімназія Йойогі, Токіо |
| 2 серпня 2021 19:30 | Звіт | Рахунок по половинах: 17:12, 13:17 |       |             | Національна гімназія Йойогі, Токіо |
| 2 серпня 2021 19:30 | Звіт | ван дер Хейден 5                   | Голи  | Радічевич 8 | Національна гімназія Йойогі, Токіо |

| 2 серпня 2021 21:30 | Звіт | Норвегія                           | 37:25 | Японія            | Національна гімназія Йойогі, Токіо |
| 2 серпня 2021 21:30 | Звіт | Рахунок по половинах: 16:11, 21:14 |       |                   | Національна гімназія Йойогі, Токіо |
| 2 серпня 2021 21:30 | Звіт | Фрафйорд 6                         | Голи  | Оояма, Йокосіма 5 | Національна гімназія Йойогі, Токіо |

### Група Б
| Поз | Команда  | І | В | Н | П | ГЗ  | ГП  | РГ  | О | Кваліфікація |
| --- | -------- | - | - | - | - | --- | --- | --- | - | ------------ |
| 1   | Швеція   | 5 | 3 | 1 | 1 | 152 | 133 | +19 | 7 | Чвертьфінали |
| 2   | ОКР      | 5 | 3 | 1 | 1 | 148 | 149 | −1  | 7 | Чвертьфінали |
| 3   | Франція  | 5 | 2 | 1 | 2 | 139 | 135 | +4  | 5 | Чвертьфінали |
| 4   | Угорщина | 5 | 2 | 0 | 3 | 142 | 149 | −7  | 4 | Чвертьфінали |
| 5   | Іспанія  | 5 | 2 | 0 | 3 | 135 | 142 | −7  | 4 |              |
| 6   | Бразилія | 5 | 1 | 1 | 3 | 133 | 141 | −8  | 3 |              |

#### 1 тур
| 25 липня 2021 11:00 | Звіт | ОКР                                | 24:24 | Бразилія   | Національна гімназія Йойогі, Токіо |
| 25 липня 2021 11:00 | Звіт | Рахунок по половинах: 14:12, 10:12 |       |            | Національна гімназія Йойогі, Токіо |
| 25 липня 2021 11:00 | Звіт | Ільїна 6                           | Голи  | Де Паула 7 | Національна гімназія Йойогі, Токіо |

| 25 липня 2021 19:30 | Звіт | Іспанія                           | 24:31 | Швеція    | Національна гімназія Йойогі, Токіо |
| 25 липня 2021 19:30 | Звіт | Рахунок по половинах: 9:13, 15:18 |       |           | Національна гімназія Йойогі, Токіо |
| 25 липня 2021 19:30 | Звіт | Пена 7                            | Голи  | Ганссон 6 | Національна гімназія Йойогі, Токіо |

| 25 липня 2021 21:30 | Звіт | Угорщина                           | 29:30 | Франція  | Національна гімназія Йойогі, Токіо |
| 25 липня 2021 21:30 | Звіт | Рахунок по половинах: 12:15, 17:15 |       |          | Національна гімназія Йойогі, Токіо |
| 25 липня 2021 21:30 | Звіт | Вамош 7                            | Голи  | Зааді 10 | Національна гімназія Йойогі, Токіо |

#### 2 тур
| 27 липня 2021 11:00 | Звіт | Бразилія                           | 33:27 | Угорщина | Національна гімназія Йойогі, Токіо |
| 27 липня 2021 11:00 | Звіт | Рахунок по половинах: 17:11, 16:16 |       |          | Національна гімназія Йойогі, Токіо |
| 27 липня 2021 11:00 | Звіт | Бело, Вієйра 7                     | Голи  | Шацль 7  | Національна гімназія Йойогі, Токіо |

| 27 липня 2021 14:15 | Звіт | Швеція                            | 36:24 | ОКР        | Національна гімназія Йойогі, Токіо |
| 27 липня 2021 14:15 | Звіт | Рахунок по половинах: 15:9, 21:15 |       |            | Національна гімназія Йойогі, Токіо |
| 27 липня 2021 14:15 | Звіт | Стремберг 8                       | Голи  | Ведехіна 5 | Національна гімназія Йойогі, Токіо |

| 27 липня 2021 21:30 | Звіт | Франція                            | 25:28 | Іспанія  | Національна гімназія Йойогі, Токіо |
| 27 липня 2021 21:30 | Звіт | Рахунок по половинах: 12:12, 13:16 |       |          | Національна гімназія Йойогі, Токіо |
| 27 липня 2021 21:30 | Звіт | Коатанеа, Піно 5                   | Голи  | Мартін 6 | Національна гімназія Йойогі, Токіо |

#### 3 тур
| 29 липня 2021 11:00 | Звіт | Іспанія                            | 27:23 | Бразилія   | Національна гімназія Йойогі, Токіо |
| 29 липня 2021 11:00 | Звіт | Рахунок по половинах: 13:13, 14:10 |       |            | Національна гімназія Йойогі, Токіо |
| 29 липня 2021 11:00 | Звіт | Пена 7                             | Голи  | Де Паула 8 | Національна гімназія Йойогі, Токіо |

| 29 липня 2021 19:30 | Звіт | Угорщина                           | 31:38 | ОКР         | Національна гімназія Йойогі, Токіо |
| 29 липня 2021 19:30 | Звіт | Рахунок по половинах: 17:22, 14:16 |       |             | Національна гімназія Йойогі, Токіо |
| 29 липня 2021 19:30 | Звіт | Клуйбер 9                          | Голи  | Дмитрієва 7 | Національна гімназія Йойогі, Токіо |

| 29 липня 2021 21:30 | Звіт | Швеція                             | 28:28 | Франція | Національна гімназія Йойогі, Токіо |
| 29 липня 2021 21:30 | Звіт | Рахунок по половинах: 16:17, 12:11 |       |         | Національна гімназія Йойогі, Токіо |
| 29 липня 2021 21:30 | Звіт | Стремберг 7                        | Голи  | Фоппа 6 | Національна гімназія Йойогі, Токіо |

#### 4 тур
| 31 липня 2021 14:15 | Звіт | ОКР                                | 28:27 | Франція | Національна гімназія Йойогі, Токіо |
| 31 липня 2021 14:15 | Звіт | Рахунок по половинах: 15:17, 13:10 |       |         | Національна гімназія Йойогі, Токіо |
| 31 липня 2021 14:15 | Звіт | Ільїна 9                           | Голи  | Піно 9  | Національна гімназія Йойогі, Токіо |

| 31 липня 2021 16:15 | Звіт | Бразилія                           | 31:34 | Швеція             | Національна гімназія Йойогі, Токіо |
| 31 липня 2021 16:15 | Звіт | Рахунок по половинах: 13:15, 18:19 |       |                    | Національна гімназія Йойогі, Токіо |
| 31 липня 2021 16:15 | Звіт | до Насіменто 7                     | Голи  | Ганссон, Робертс 6 | Національна гімназія Йойогі, Токіо |

| 31 липня 2021 19:30 | Звіт | Угорщина                           | 29:25 | Іспанія                     | Національна гімназія Йойогі, Токіо |
| 31 липня 2021 19:30 | Звіт | Рахунок по половинах: 14:11, 15:14 |       |                             | Національна гімназія Йойогі, Токіо |
| 31 липня 2021 19:30 | Звіт | Клуйбер, Вамош 6                   | Голи  | Гутьєррес Бермехо, Мартін 5 | Національна гімназія Йойогі, Токіо |

#### 5 тур
| 2 серпня 2021 11:00 | Звіт | Франція                            | 29:22 | Бразилія       | Національна гімназія Йойогі, Токіо |
| 2 серпня 2021 11:00 | Звіт | Рахунок по половинах: 17:11, 12:11 |       |                | Національна гімназія Йойогі, Токіо |
| 2 серпня 2021 11:00 | Звіт | Лассурс, Піно 4                    | Голи  | до Насіменто 6 | Національна гімназія Йойогі, Токіо |

| 2 серпня 2021 14:15 | Звіт | Іспанія                            | 31:34 | ОКР        | Національна гімназія Йойогі, Токіо |
| 2 серпня 2021 14:15 | Звіт | Рахунок по половинах: 17:18, 14:16 |       |            | Національна гімназія Йойогі, Токіо |
| 2 серпня 2021 14:15 | Звіт | Лопес 7                            | Голи  | Вяхирєва 7 | Національна гімназія Йойогі, Токіо |

| 2 серпня 2021 16:15 | Звіт | Угорщина                          | 26:23 | Швеція            | Національна гімназія Йойогі, Токіо |
| 2 серпня 2021 16:15 | Звіт | Рахунок по половинах: 15:15, 11:8 |       |                   | Національна гімназія Йойогі, Токіо |
| 2 серпня 2021 16:15 | Звіт | 5 гравців по 4                    | Голи  | Карлсон, Гегмен 5 | Національна гімназія Йойогі, Токіо |

## Плей-оф
|  | Чвертьфінали   | Чвертьфінали |          |        | Півфінали   | Півфінали   |  |  | Фінал    | Фінал |
|  |                |              |          |        |             |             |  |  |          |       |
|  | 4 серпня       |              |          |        |             |             |  |  |          |       |
|  |                |              |          |        |             |             |  |  |          |       |
|  | Норвегія       | 26           |          |        |             |             |  |  |          |       |
|  | Норвегія       | 26           | 6 серпня |        |             |             |  |  |          |       |
|  | Угорщина       | 22           |          |        |             |             |  |  |          |       |
|  | Угорщина       | 22           | Норвегія | 26     |             |             |  |  |          |       |
|  | 4 серпня       |              | Норвегія | 26     |             |             |  |  |          |       |
|  |                | ОКР          | 27       |        |             |             |  |  |          |       |
|  | Чорногорія     | ОКР          | 27       | 26     |             |             |  |  |          |       |
|  | Чорногорія     |              | 8 серпня | 26     |             |             |  |  |          |       |
|  | ОКР            | 32           |          |        |             |             |  |  |          |       |
|  | ОКР            | 32           | ОКР      | 25     |             |             |  |  |          |       |
|  | 4 серпня       |              | ОКР      | 25     |             |             |  |  |          |       |
|  |                | Франція      | 30       |        |             |             |  |  |          |       |
|  | Франція        | Франція      | 30       | 32     |             |             |  |  |          |       |
|  | Франція        | 6 серпня     |          | 32     |             |             |  |  |          |       |
|  | Нідерланди     | 22           |          |        |             |             |  |  |          |       |
|  | Нідерланди     | 22           | Франція  | 29     | Третє місце | Третє місце |  |  |          |       |
|  | 4 серпня       |              | Франція  | 29     | Третє місце | Третє місце |  |  |          |       |
|  |                | Швеція       | 27       |        |             |             |  |  |          |       |
|  | Швеція         | Швеція       | 27       | 39     | Норвегія    | 36          |  |  |          |       |
|  | Швеція         |              |          | 39     | Норвегія    | 36          |  |  |          |       |
|  | Південна Корея | 30           |          | Швеція | 19          |             |  |  |          |       |
|  | Південна Корея | 30           |          |        | 19          |             |  |  |          |       |
|  |                |              |          |        |             |             |  |  | 8 серпня |       |
|  |                |              |          |        |             |             |  |  |          |       |

### Чвертьфінали
| 4 серпня 2021 09:30 | Звіт | Чорногорія                         | 26:32 | ОКР        | Національна гімназія Йойогі, Токіо |
| 4 серпня 2021 09:30 | Звіт | Рахунок по половинах: 15:17, 11:15 |       |            | Національна гімназія Йойогі, Токіо |
| 4 серпня 2021 09:30 | Звіт | Радічевич 10                       | Голи  | Вяхирєва 8 | Національна гімназія Йойогі, Токіо |

| 4 серпня 2021 13:15 | Звіт | Норвегія                           | 26:22 | Угорщина | Національна гімназія Йойогі, Токіо |
| 4 серпня 2021 13:15 | Звіт | Рахунок по половинах: 12:10, 14:12 |       |          | Національна гімназія Йойогі, Токіо |
| 4 серпня 2021 13:15 | Звіт | Браттсет Дейл 7                    | Голи  | Зачик 5  | Національна гімназія Йойогі, Токіо |

| 4 серпня 2021 17:00 | Звіт | Швеція                             | 39:30 | Південна Корея | Національна гімназія Йойогі, Токіо |
| 4 серпня 2021 17:00 | Звіт | Рахунок по половинах: 21:13, 18:17 |       |                | Національна гімназія Йойогі, Токіо |
| 4 серпня 2021 17:00 | Звіт | 3 гравці по 6                      | Голи  | Кан 8          | Національна гімназія Йойогі, Токіо |

| 4 серпня 2021 20:45 | Звіт | Франція                            | 32:22 | Нідерланди  | Національна гімназія Йойогі, Токіо |
| 4 серпня 2021 20:45 | Звіт | Рахунок по половинах: 19:11, 12:11 |       |             | Національна гімназія Йойогі, Токіо |
| 4 серпня 2021 20:45 | Звіт | Фліппе 6                           | Голи  | Малештейн 5 | Національна гімназія Йойогі, Токіо |

### Півфінали
| 6 серпня 2021 17:00 | Звіт | Франція                            | 29:27 | Швеція              | Національна гімназія Йойогі, Токіо |
| 6 серпня 2021 17:00 | Звіт | Рахунок по половинах: 15:14, 14:13 |       |                     | Національна гімназія Йойогі, Токіо |
| 6 серпня 2021 17:00 | Звіт | Зааді 7                            | Голи  | Карлсон, Вестберг 6 | Національна гімназія Йойогі, Токіо |

| 6 серпня 2021 21:00 | Звіт | Норвегія                           | 26:27 | ОКР        | Національна гімназія Йойогі, Токіо |
| 6 серпня 2021 21:00 | Звіт | Рахунок по половинах: 11:14, 15:13 |       |            | Національна гімназія Йойогі, Токіо |
| 6 серпня 2021 21:00 | Звіт | Мерк 10                            | Голи  | Вяхирєва 9 | Національна гімназія Йойогі, Токіо |

### Матч за третє місце
| 8 серпня 2021 11:00 | Звіт | Норвегія                          | 36:19 | Швеція              | Національна гімназія Йойогі, Токіо |
| 8 серпня 2021 11:00 | Звіт | Рахунок по половинах: 19:7, 17:12 |       |                     | Національна гімназія Йойогі, Токіо |
| 8 серпня 2021 11:00 | Звіт | Браттсет Дейл, Мерк 8             | Голи  | Карлсон, Вестберг 4 | Національна гімназія Йойогі, Токіо |

### Фінал
| 8 серпня 2021 15:00 | Звіт | ОКР                                | 25:30 | Франція       | Національна гімназія Йойогі, Токіо |
| 8 серпня 2021 15:00 | Звіт | Рахунок по половинах: 13:15, 12:15 |       |               | Національна гімназія Йойогі, Токіо |
| 8 серпня 2021 15:00 | Звіт | Ведехіна 7                         | Голи  | Фоппа, Піно 7 | Національна гімназія Йойогі, Токіо |

## Підсумкова таблиця
| Місце | Збірна         |
| ----- | -------------- |
|       | Франція        |
|       | ОКР            |
|       | Норвегія       |
| 4     | Швеція         |
| 5     | Нідерланди     |
| 6     | Чорногорія     |
| 7     | Угорщина       |
| 8     | Південна Корея |
| 9     | Іспанія        |
| 10    | Ангола         |
| 11    | Бразилія       |
| 12    | Японія         |